# Удо-Обонг, Энефьок
Энефьок Удо-Обонг (англ. Enefiok Udo-Obong, род. 22 мая 1982 года) — нигерийский легкоатлет, олимпийский чемпион.
Энефьок Удо-Обонг родился в 1982 году. В 2000 году на Олимпийских играх в Сиднее он стал обладателем серебряной медали в эстафете 4×400 м; впоследствии сборная США была лишена медалей за эту эстафету, и нигерийцы стали считаться чемпионами. В 2004 году на Олимпийских играх в Афинах стал бронзовым призёром в эстафете 4×400 м.